# Eardrum
Eardrum – trzeci studyjny album amerykańskiego rapera Taliba Kwelego. Został wydany w sierpniu 2007 roku. Produkcją zajęli się między innymi Madlib, Just Blaze, Kanye West, czy Pete Rock oraz will.i.am. Płyta zawiera 21 premierowych utworów na których wystąpili tacy artyści jak UGK, KRS-One, Justin Timberlake czy Norah Jones. Tytuł zadebiutował na 2. miejscu notowania Billboard 200 i na szczycie listy przebojów Top R&B/Hip-Hop Albums. Sprzedaż w pierwszym tygodniu wyniosła około 60.000 egzemplarzy. W następnym tygodniu liczba sprzedanych nośników wzrosła o 25 tysięcy.

## Lista utworów
| Nr | Tytuł                             | Wykonawcy                   | Producent(ci)                               | Czas |
| -- | --------------------------------- | --------------------------- | ------------------------------------------- | ---- |
| 1  | Everything Man                    | Res, Sonia Sanchez          | Madlib                                      | 3:16 |
| 2  | NY Weather Report                 |                             | Nick Speed                                  | 4:35 |
| 3  | Hostile Gospel Pt. 1 (Deliver Us) |                             | Just Blaze                                  | 5:22 |
| 4  | Say Something                     | Jean Grae                   | will.i.am                                   | 3:43 |
| 5  | Country Cousins                   | UGK, Raheem DeVaughn        | AKidCalledRoots, Sha-La Shakier             | 4:31 |
| 6  | Holy Moly                         |                             | Pete Rock                                   | 2:08 |
| 7  | Eat to Live                       |                             | Madlib                                      | 3:07 |
| 8  | In the Mood                       | Roy Ayers, Kanye West       | Kanye West                                  | 3:55 |
| 9  | Soon the New Day                  | Norah Jones                 | Madlib, Eric Krasno                         | 4:02 |
| 10 | Give 'Em Hell                     | Coi Mattison, Lyfe Jennings | Terrace Martin, Battlecat                   | 4:27 |
| 11 | More or Less                      | Dion                        | Hi-Tek                                      | 4:40 |
| 12 | Stay Around                       |                             | Pete Rock                                   | 4:15 |
| 13 | Hot Thing                         | will.i.am                   | will.i.am                                   | 3:48 |
| 14 | Space Fruit (Interlude)           | Sa-Ra                       | Sa-Ra                                       | 1:31 |
| 15 | The Perfect Beat                  | KRS-One                     | Swiff D                                     | 3:49 |
| 16 | Oh My Stars                       | Musiq Soulchild             | DJ Khalil                                   | 3:40 |
| 17 | Listen!!!                         |                             | Kwamé                                       | 3:28 |
| 18 | Go with Us                        | Strong Arm Steady           | E. Jones                                    | 3:59 |
| 19 | Hostile Gospel Pt. 2 (Deliver Me) | Sizzla                      | DJ Khalil                                   | 4:21 |
| 20 | The Nature                        | Justin Timberlake           | Justin Timberlake, Eric Krasno, Adam Deitch | 5:01 |
| 21 | Hush                              | Jean Grae                   | Chad beatz                                  | 3:55 |

## Notowania
| Rok  | Album   | Najwyższa pozycja | Najwyższa pozycja      |
| Rok  | Album   | Billboard 200     | Top R&B/Hip-Hop Albums |
| 2007 | Eardrum | 2                 | 1                      |